# Koninklijke Militaire School (Nederland)
De Koninklijke Militaire School (KMS) is een onderdeel van de Nederlandse Koninklijke Landmacht en verzorgt de basis- en algemene functieopleidingen van onderofficieren en de basisopleidingen van manschappen en korporaals van het Defensieonderdeel.

## Organisatie
De school is ondergebracht bij het Opleidings- en Trainingscommando (OTCo) en bestaat in 2024 uit de volgende eenheden:
- School Initiële Vorming Onderofficier (SIVO) in Ermelo;
- School Verdere Vorming Onderofficier (SVVO) in Ermelo;
- School Luchtmobiel in Arnhem;
- School Noord in Assen;[1]
- School Midden in Ermelo;[4]
- School Zuid in Oirschot.[1]

## Opleidingen
Bij de scholen worden in 2024 de volgende opleidingen gegeven:
- basis- en algemene functieopleiding voor onderofficieren;[2]
- primaire- secundaire- en tertiaire vorming onderofficier;[1]
- Basisopleiding Koninklijke Landmacht.[5][2]

## Het embleem van deKMS
Het embleem van de KMS werd bij ministeriële beschikking van 1 juni 1962 vastgesteld en is ontworpen door F.J.H.Th. (Frans) Smits. Het embleem bestaat uit 2 gekruiste spontons (waarvan het gebruik in het embleem van de school voor onderofficieren omstreden was aangezien dit in de 17e eeuw een wapen voor officieren was). De spontons worden samengehouden door een lint, en het geheel wordt afgedekt door de koninklijke kroon.
Het onderscheidingsteken van de KMS werd bij dezelfde beschikking vastgesteld als het embleem, en bestaat uit een citroengele Hongaarse lis op een ondergrond van rood. Op de kraagspiegel van de KMS wordt het embleem gecombineerd met het onderscheidingsteken.

## Geschiedenis

### 1950 - 1970

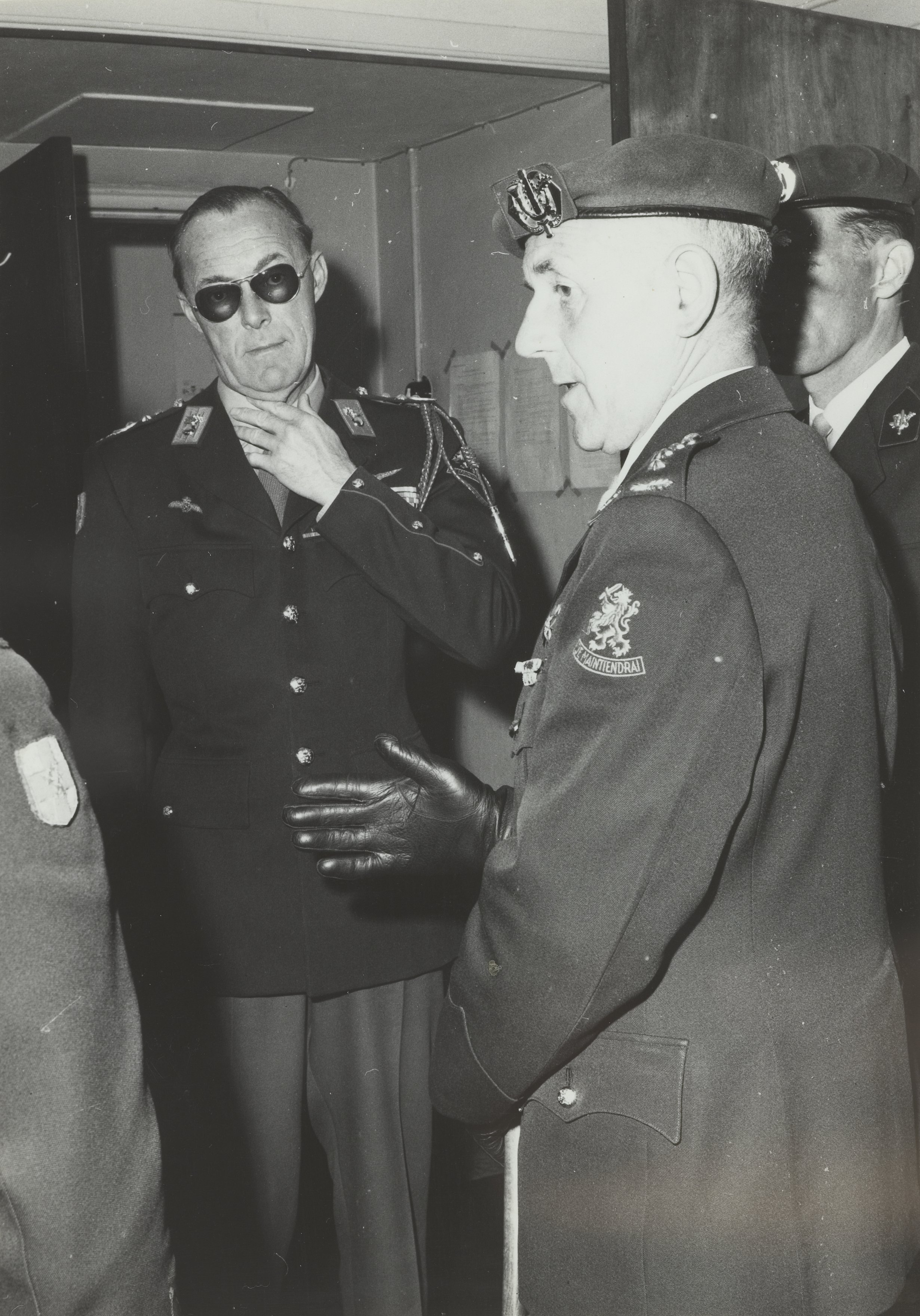
(1967) Prins Bernhard bezoekt als Inspecteur Generaal der Koninklijke Landmacht de KMS.

Als gevolg van het Nederlandse lidmaatschap van de Noord-Atlantische Verdragsorganisatie (NAVO) en de bijkomende belofte om een groot aantal parate troepen te kunnen leveren voor de verdediging van het bondgenootschap, werd op 1 september 1951 de Onderofficiersschool (OOS) opgericht en gevestigd op de Willem de Zwijgerkazerne in Wezep. Op 5 oktober begonnen hier de eerste opleidingen met een staf bestaande uit 26 officieren, 78 onderofficieren en 23 korporaals. De eerste lichting aspirant-onderofficieren werd verdeeld over drie compagnieën, die elk plaats hadden voor 100 studenten. De school had op dat moment een maximale capaciteit van 400 leerlingen.
In 1952 was besloten dat de school 750 leerlingen per jaar moest gaan opleiden om de groei van de Koninklijke Landmacht bij te kunnen houden. Omdat de Willem de Zwijgerkazerne onvoldoende capaciteit hiervoor had, moest de OOS in 1952 verhuizen naar de Van Hornekazerne in Weert.
Precies tien jaar nadat de school was opgericht, werd op 1 september 1961 met het 89e besluit van Koningin Juliana de OOS hernoemd naar de 'Koninklijke Militaire School'. Deze naam moest de school op één lijn brengen met de Koninklijke Militaire Academie (KMA) en zou de school aantrekkelijker maken voor leerlingen. Daarnaast was het toekennen van het predicaat 'Koninklijk' een blijk van waardering voor het onderofficierskorps. Om het karakter van de KMS verder te versterken werden eenheden die geen relatie hadden met de school verwijderd van de Van Hornekazerne.
Een dergelijk blijk van waardering zou niet slechts de faam van het huidige opleidingsinstituut ten goede komen, maar het zou ook van grote invloed zijn op het aanzien en het moreel van het beroepsonderofficierkorps, dan van zulk een grote betekenis is voor de Koninklijke Landmacht.— Staatssecretaris van Defensie, Luitenant -Generaal b.d. M.R.H. Calmeyer (1961)
Op 1 november 1969 werd het Commando Opleiding Koninklijke Landmacht (COKL) opgericht. Deze eenheid was ontstaan uit een reorganisatie van de Landmacht die, vanwege personeelstekorten, gericht was op het doorvoeren van een functionele scheiding van taken (materieel, financiën personeel en operaties) op alle niveaus. De KMS, die tot dan toe direct onder de Chef Generale Staf ressorteerde, werd samen met verschillende andere scholen onder deze nieuwe eenheid geplaatst.

### 1970 - 1990

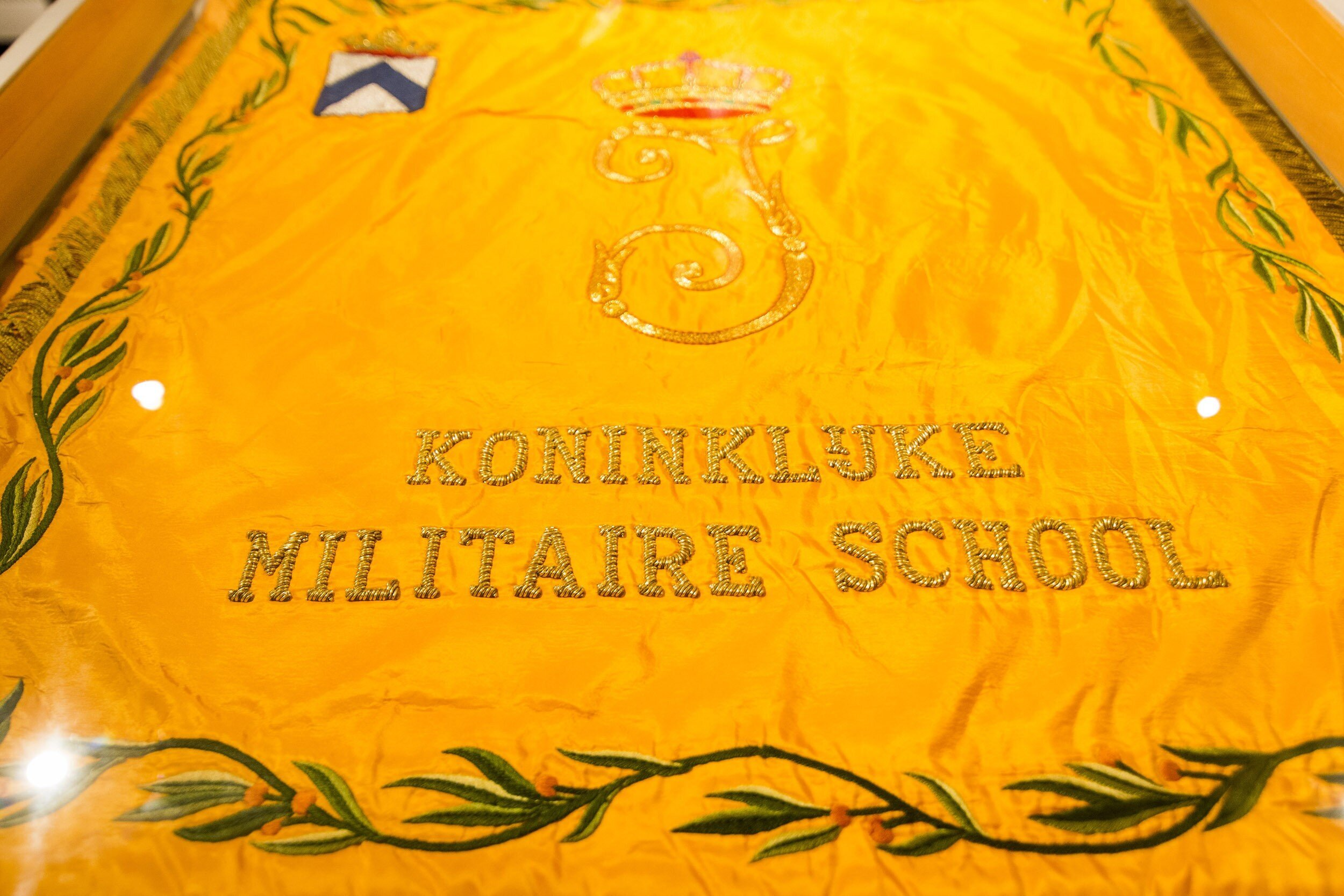
Het vaandel van de KMS, dat op 5 september 1973 aan de school was geschonken door de gemeente Weert.

Op 5 september 1973 kreeg de commandant van de KMS, Kolonel C. Harteveld, uit handen van de burgemeester van Weert, F.A.A.H Breekpot, Het vaandel van de KMS. Dit gebeurde in het bijzijn van de Commandant van het COKL en de Bevelhebber der Landstrijdkrachten.
Doordat de rechtspositie van de vrouw in 1979 gelijkgetrokken werd met de man konden dat jaar de eerste vrouwen beginnen met de onderofficiersopleiding aan de KMS. Deze maatschappelijke ontwikkeling betekende ook dat alle functies binnen de krijgsmacht openstonden voor vrouwen. De aparte vrouwenkorpsen die toen bestonden, zoals de MILVA en MARVA, werden door deze ontwikkelingen uiteindelijk opgeheven.
Tegelijk met de opkomst van de eerste vrouwelijke leerlingen aan de KMS in februari 1979 werden er bij de school ook aparte vertrekken voor de vrouwen ingericht en werd er speciaal voor de vrouwen die deelnamen aan de opleiding een mentrix aangesteld. De KMS liep wel tegen problemen aan met betrekking tot de integratie van vrouwen in de opleiding voor wat betreft de fysieke eisen. Omdat het COKL niet wou dat deze eisen voor vrouwen zouden afwijken van die van de mannen, besloot de toenmalige commandant KMS Kolonel H.W. Hietbrink tegen de wens van het COKL in vrouwen aparte marsoefeningen en sportlessen te geven. Dit resulteerde uiteindelijk in minder blessures onder de vrouwelijke leerlingen.

### 1990 - 2010

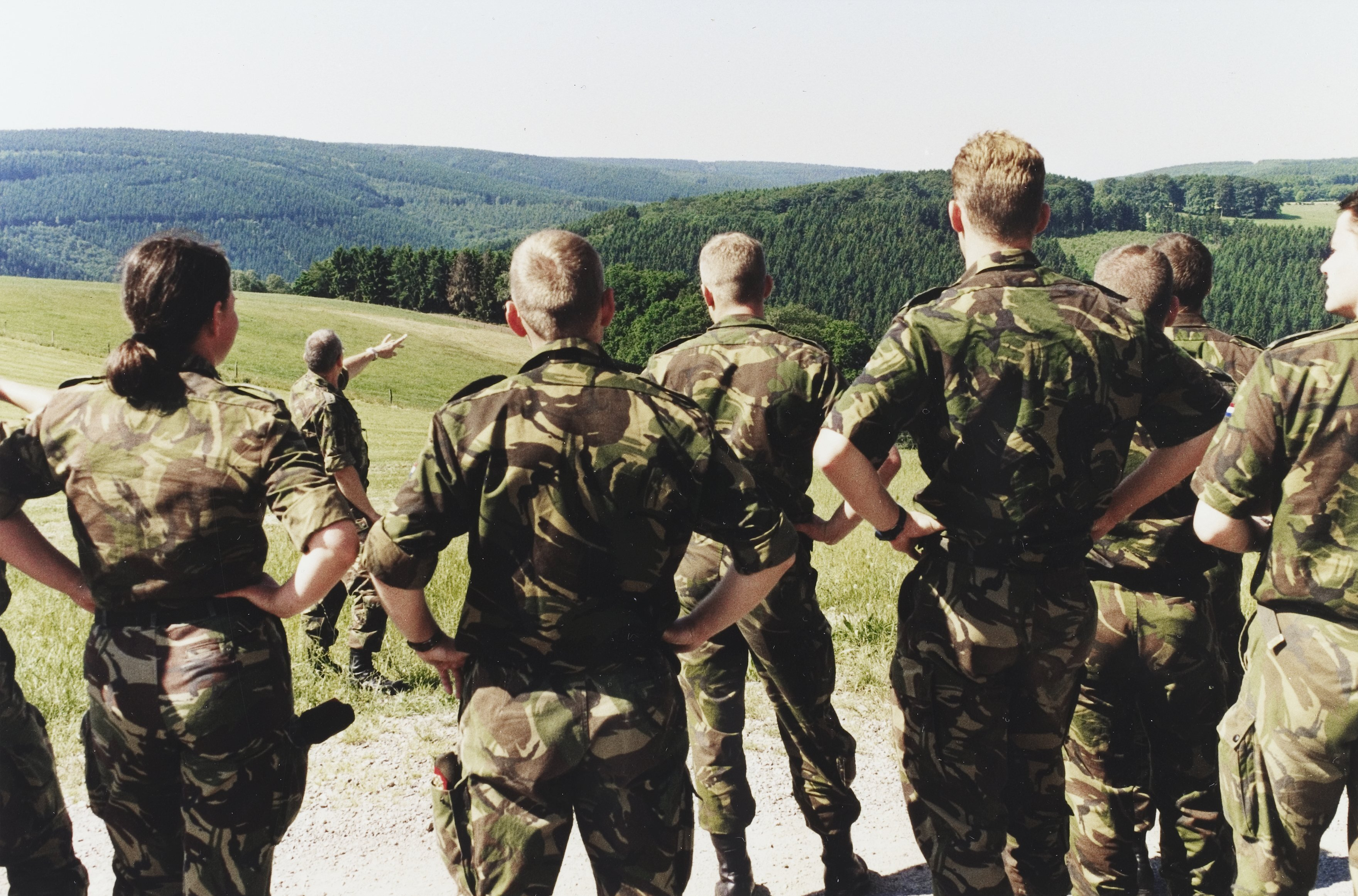
(20-06-2000) Battlefield tour in het Hürtgenwald voor leerlingen van de KMS. De School organiseert deze tour sinds 1991.

Na het uiteenvallen van de Sovjet-Unie werden de krijgsmachtafdelingen in omvang teruggebracht en onder andere geconcentreerd op vredesoperaties in VN-verband. De onderofficier, die voor de val van de muur vaak terug kon vallen op zijn leidinggevenden, moest in verband met deze gewijzigde manier van inzet zelfstandig leiding kunnen geven onder moeilijke omstandigheden. Daarom moest de onderofficiersopleiding volledig in dienst staan van leiderschapsvorming.
De vermindering in personeel en materieel zorgde ervoor dat het COKL in september 1991 zelfs overwoog de KMS op te heffen. De motivatie hierachter was dat onderofficieren als alternatief konden worden opgeleid aan de wapen- of dienstscholen. Dit plan is uiteindelijk niet doorgezet.
In 1998 werd uitgebreid aandacht besteed aan het ontwikkelen van de korpsgeest van de onderofficier. Hierbij was het doel om de onderofficier trots te laten zijn op het onderofficierskorps waar hij of zij deel van uitmaakte. Uit dit plan ontstond de defileermars 'de onderofficier' en verschillende vieringen rond de mijlpalen van de opleiding. Dit begon met het infitten aan het begin van de opleiding, Sergeants Night waar de promotie tot sergeant-titulair werd gevierd en een diplomafeest dat het einde van de opleiding markeerde: de passing-out. De eerste editie van dit feest vond plaats op 15 en 16 oktober 1998.
In 2006 kregen korporaals de kans om te ervaren hoe een onderofficiersfunctie eruit zou zien met de opleiding tot leidinggevend korporaal (OLK) op de KMS. Tijdens deze training leerden korporaals onder andere de basisprincipes van het commandovoeren en het maken van groepsorders. Korporaals die de opleiding hadden afgerond en daadwerkelijk een functie als leidinggevend korporaal bekleedden, waren na de opleiding te herkennen aan de rangonderscheidingstekens van een korporaal met twee gekruiste geweren van het type Diemaco C8 erboven.

### 2010 - heden
Toen in 2013 een reorganisatie werd doorgevoerd om het aantal stafelementen binnen de Koninklijke Landmacht te verminderen, werden de Schoolbataljons van het Opleidingscentrum Initiële Opleidingen (OCIO) opgenomen in de KMS. Dit betekende dat de school vanaf dat moment ook verantwoordelijk werd voor de basisopleidingen voor manschappen en korporaals.

Op 19 december 2014 sloot de Van Horne Kazerne, na meer dan zestig jaar de KMS te hebben gefaciliteerd, haar poorten. De sluiting ging gepaard met de teruggave van het vaandel dat in 1973 door de gemeente Weert aan de school werd geschonken. Daarnaast kreeg de toenmalig commandant KMS, Kolonel Ton Nijkamp van burgemeester Jos Heijmans de Penning van Verdienste van Weert. De op de Van Hornekazerne gevestigde KMS-eenheden verhuisden naar de Legerplaats Ermelo (een samenvoeging van de Generaal Spoorkazerne en de Jan van Schaffelaerkazerne).
Ermelo ligt simpelweg centraler. Dat is een pre ten opzichte van nieuwe cursisten. Nu laten ervaren manschappen een doorstroom nog wel eens schieten omdat ze geen zin hebben om helemaal naar Limburg af te reizen.— Commandant Koninklijke Militaire School, Kolonel Ton Nijkamp (2014)

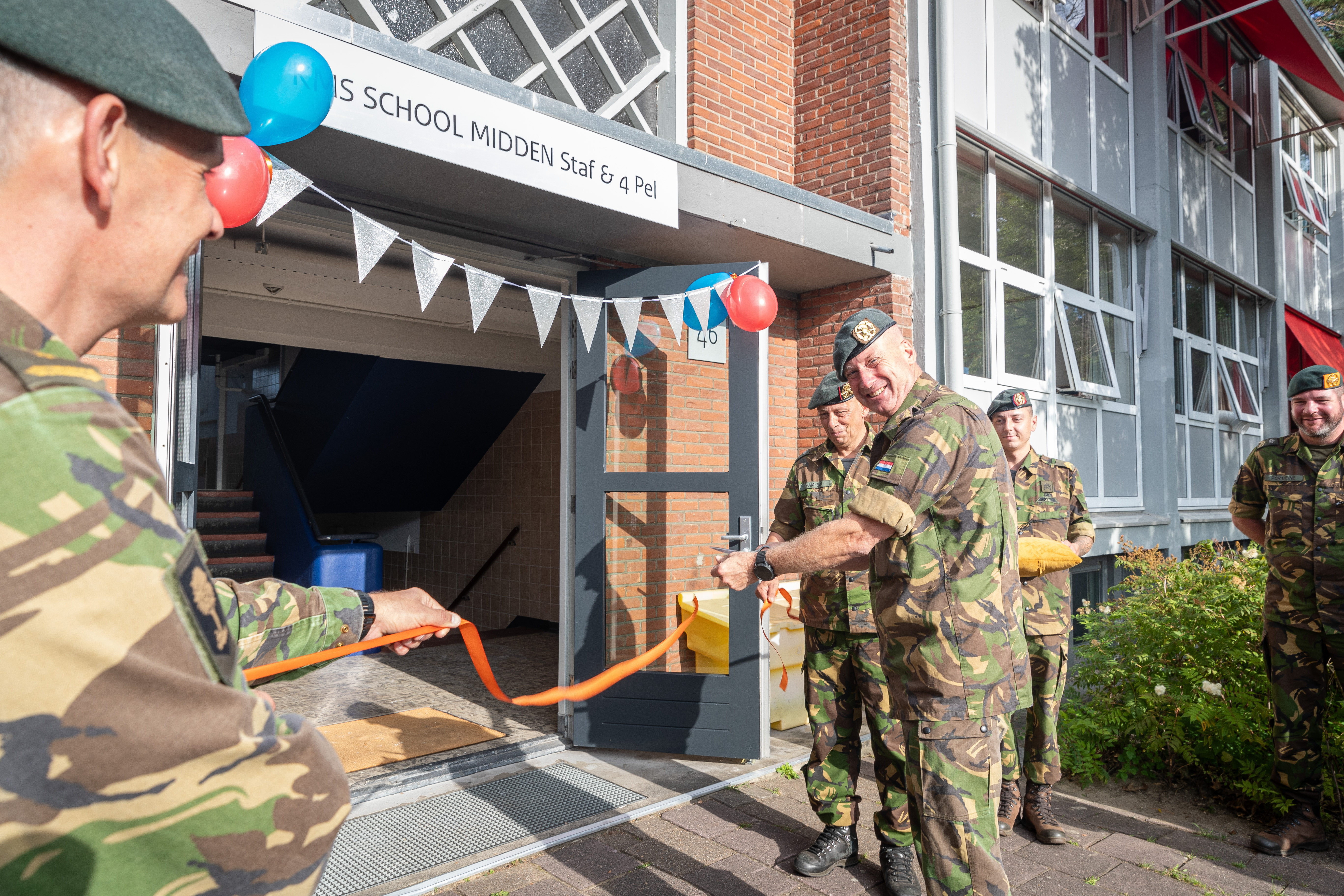
(2023) Commandant Landstrijdkrachten luitenant-generaal Martin Wijnen opent School Midden.

In augustus 2023 werd in Ermelo 'School midden' geopend. Deze nieuwe school heeft als doel personeel op te leiden voor het Operationeel Ondersteuningscommando Land, en daarnaast de basisopleiding voor rekruten van het Dienjaar te faciliteren. Op 9 september 2023 werd er begonnen met het faciliteren van deze Algemene Militaire Opleiding voor rekruten van het Dienjaar. Dit betreffen jongeren en specialisten die vrijwillig een jaar bij de Koninklijke Landmacht of Koninklijke Marechaussee mee gaan draaien bij de operationele eenheden.
Met het doel om de Koninklijke Landmacht in 2030 volledig gevuld te hebben was in 2024 de Algemene Militaire Opleiding voor manschappen, korporaals, onderofficieren en rekruten vervangen voor de 10 weken durende Basisopleiding Koninklijke Landmacht (BOKL). Deze training heeft als doel de militair enkel de basisvaardigheden bij te brengen. Verdere training wordt georganiseerd door de eenheid waar de militair na de BOKL wordt geplaatst.

## Schoolcommandanten
- Kol. B. Klomp (1951-1952)
- LKol. P.W. van Duin (1952-1954)
- Kol. J.F.A. Kerstjes (1954-1959)
- Kol. K. Rijnders (1959-1963)
- Kol. M.P. van Hoof (1963-1970)
- Kol. C. Harteveld (1970-1974)
- Kol. L.C. Schreuders (1974-1978)
- Kol. H.W. Hietbrink (1978-1981)
- Kol. F.J.H. Buiskool (1981-1984)
- Kol. G.B.M.A. Schenk (1984-1989)
- Kol. P. Haks (1989-1993)
- Kol. H.H.A. Snijders (1993-1997)
- Kol. J.L.R.M. Vermeulen (1997-onbekend)
- 1997-2006 Onbekend[bron?]
- Kol. J.M. van Maaswaal (2006-2008)[bron?]
- Kol. P. van der Sar (2008-2012)[bron?]
- Kol. T. Nijkamp (2012-2015)
- Kol. A.M.J. Wagemakers (2015-2018)
- Kol. H.J. de Jong (2018-2023)
- Kol. P. Grijpstra (2023-heden)

## Bekende Alumni
- Desi Bouterse
- Marco Kroon

## Galerij

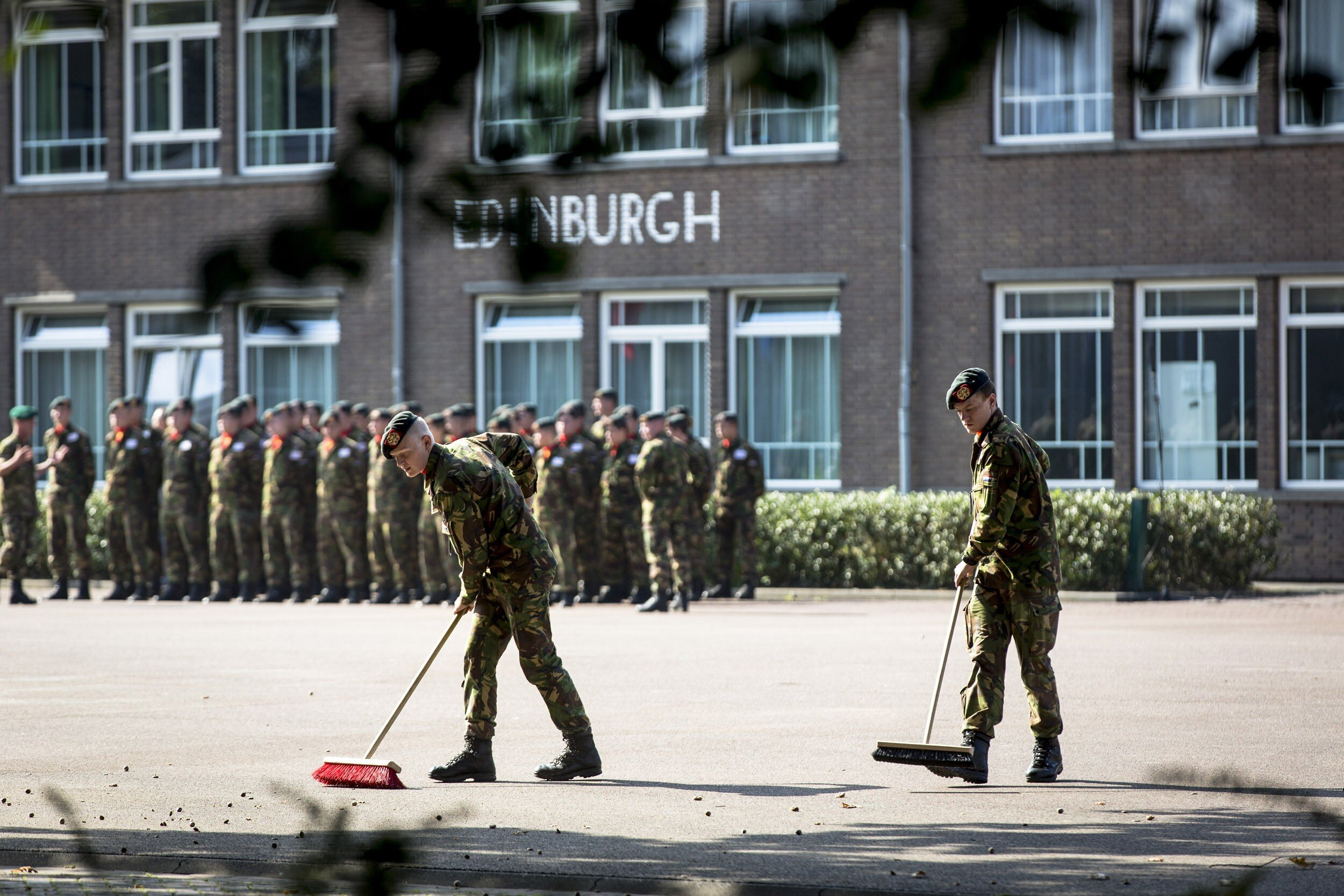
De appèlplaats op de Van Hornekazerne.
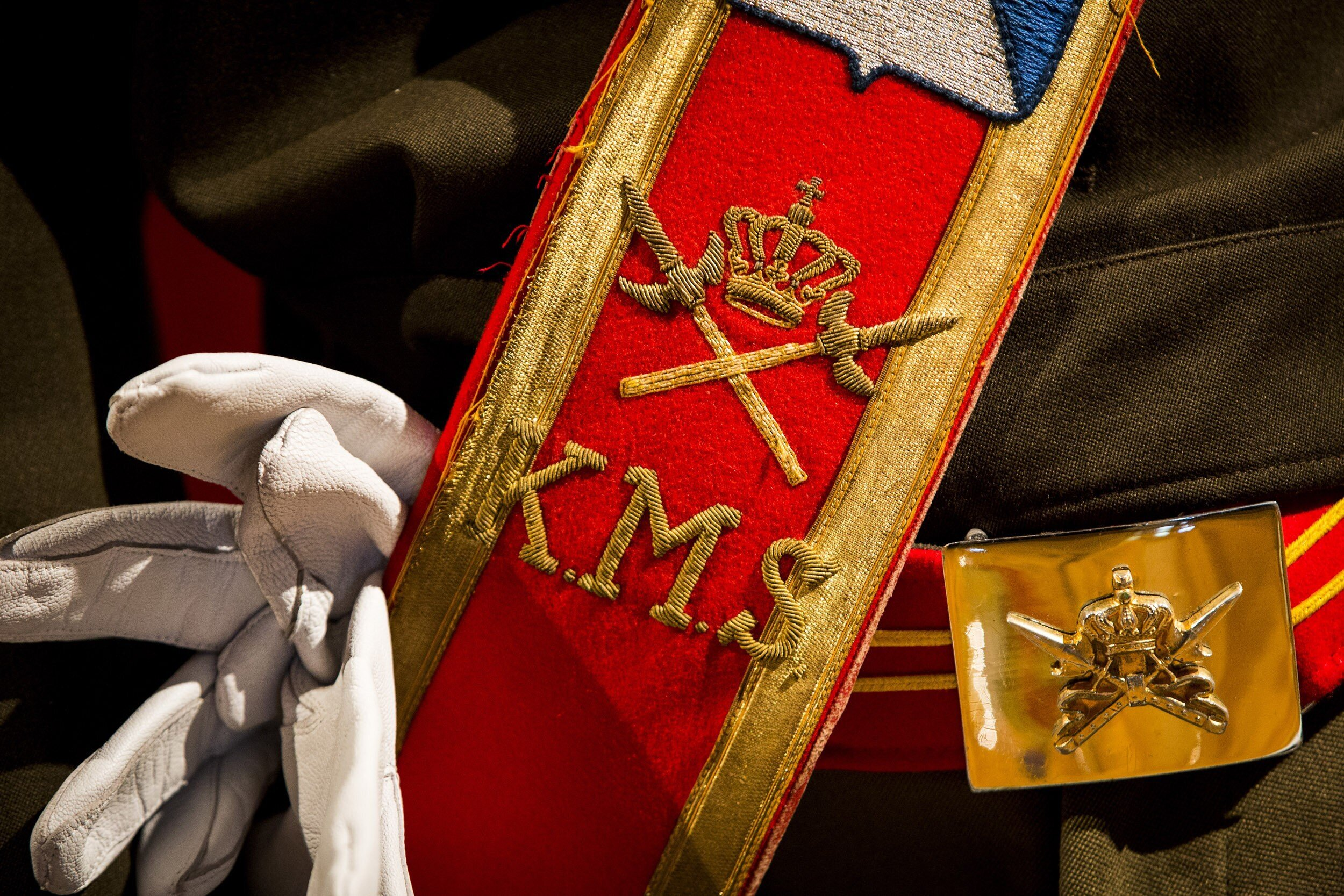
Een uniform uit de historische verzameling KMS.
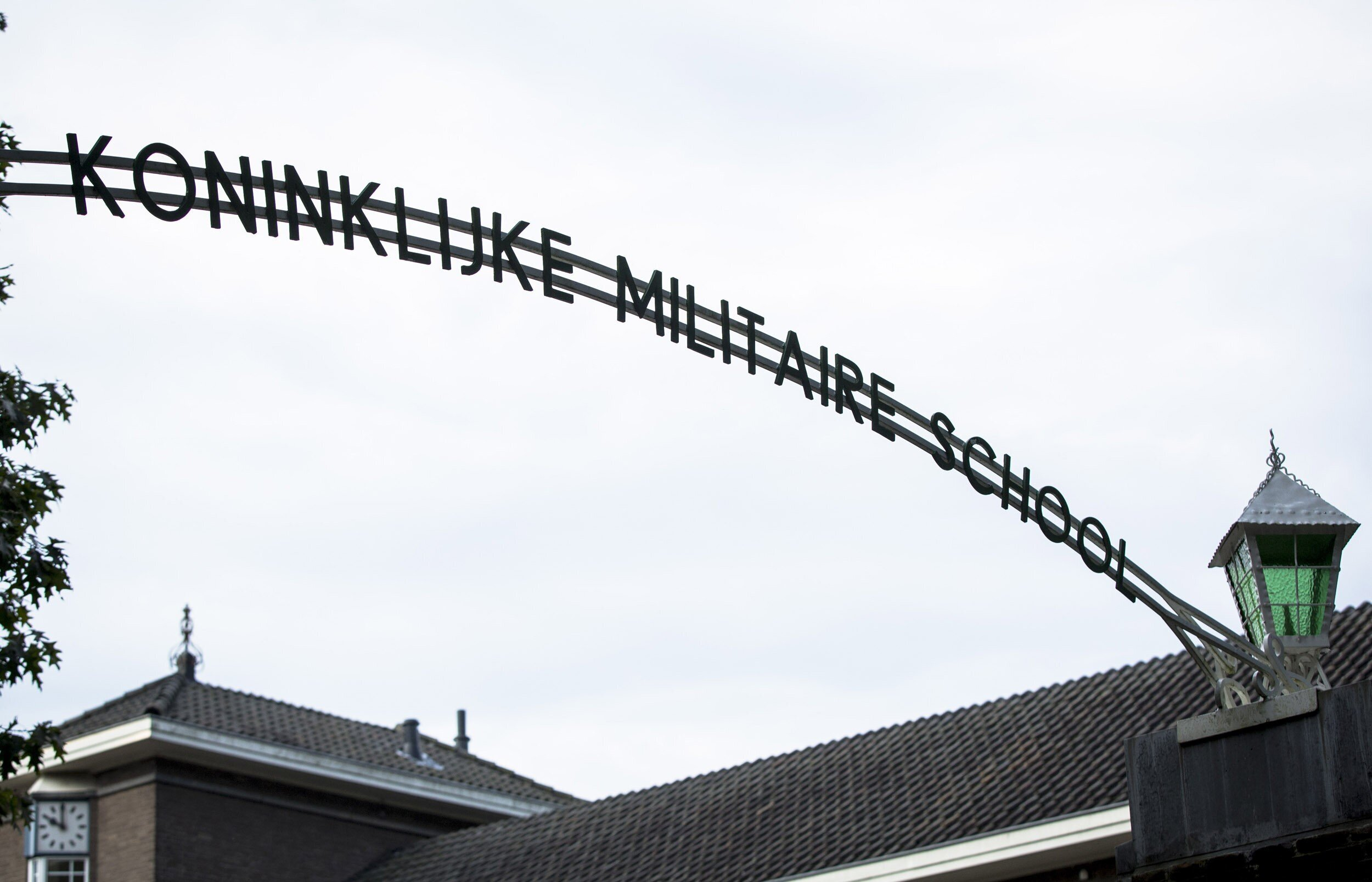
Bovenop de toegangspoort van het kazerneterrein in Weert stond een boog met het opschrift: 'Koninklijke Militaire School'.